# Șercani, Orhei
Șercani este un sat din cadrul comunei Pohrebeni din raionul Orhei, Republica Moldova. Satul are o suprafață de circa 1,34 kilometri pătrați, cu un perimetru de 6,67 km. Localitatea se află la distanța de 5 km de orașul Orhei și la 50 km de Chișinău.

## Istorie
Localitatea a fost menționată documentar pentru prima dată în anul 1617:
„Din mila lui Dumbezeu, noi Io Radul Mihnea voievod, domn al Țării Moldovei. Facem cunoscut cu această carte a noastră, tuturor celor ce o vor vedea sau o vor auzi citindu-se, a pe această adevărată slugă a noastră Ghiorghe Siminiceanul fost vornic de gloată, fiul Odochiei, nepot lui Dumitru, strănepot lui Gavril și răstrănepot lui Coman Băicescul, l-am miluit cu mila noastră deosebită, i-am dat și i-am întărit dela noi, în țara noastră, în Moldova, dreptele lui ocini și dedine din privilegiul pe care l-a avut bunicul lui mai susscris, Coman Băicescul, dela Ștefan voievod cel Bătrân și din uricul de întărire dela Ilie voievod satul anume Siminicenii, care este în ținutul Roman, ...

...

Și deasemenea dam și întărim lui Ghiorghe fost vornic dreapta lui ocină și cumpărătură, din ispisocul de cumpărătură pe care l-a avut dela Ștefan voievod, niște părți de ocină din satul Șircani, din jumătatea de jos și de sus cu iaz la pârâul satului, care este în ținutul Orhei, care îi este cumpărătură de mai înainte dela Nistor, fiul lui Șirco, ...

...

În anul 7125 <1617> luna Martie 12 zile.

...

A scris Nebojatco în Iași.”